# Fläckig vinbergssnäcka
Fläckig vinbergssnäcka (Cornu aspersum) är en snäckart som först beskrevs av Otto Friedrich Müller 1774.  Fläckig vinbergssnäcka ingår i släktet Cornu, och familjen storsnäckor. Arten har inkommit passivt i landet sen 1800-talet och är tillfälligt reproducerande i Sverige. Förekomst har rapporterats på fem platser i Skåne.

## Bildgalleri

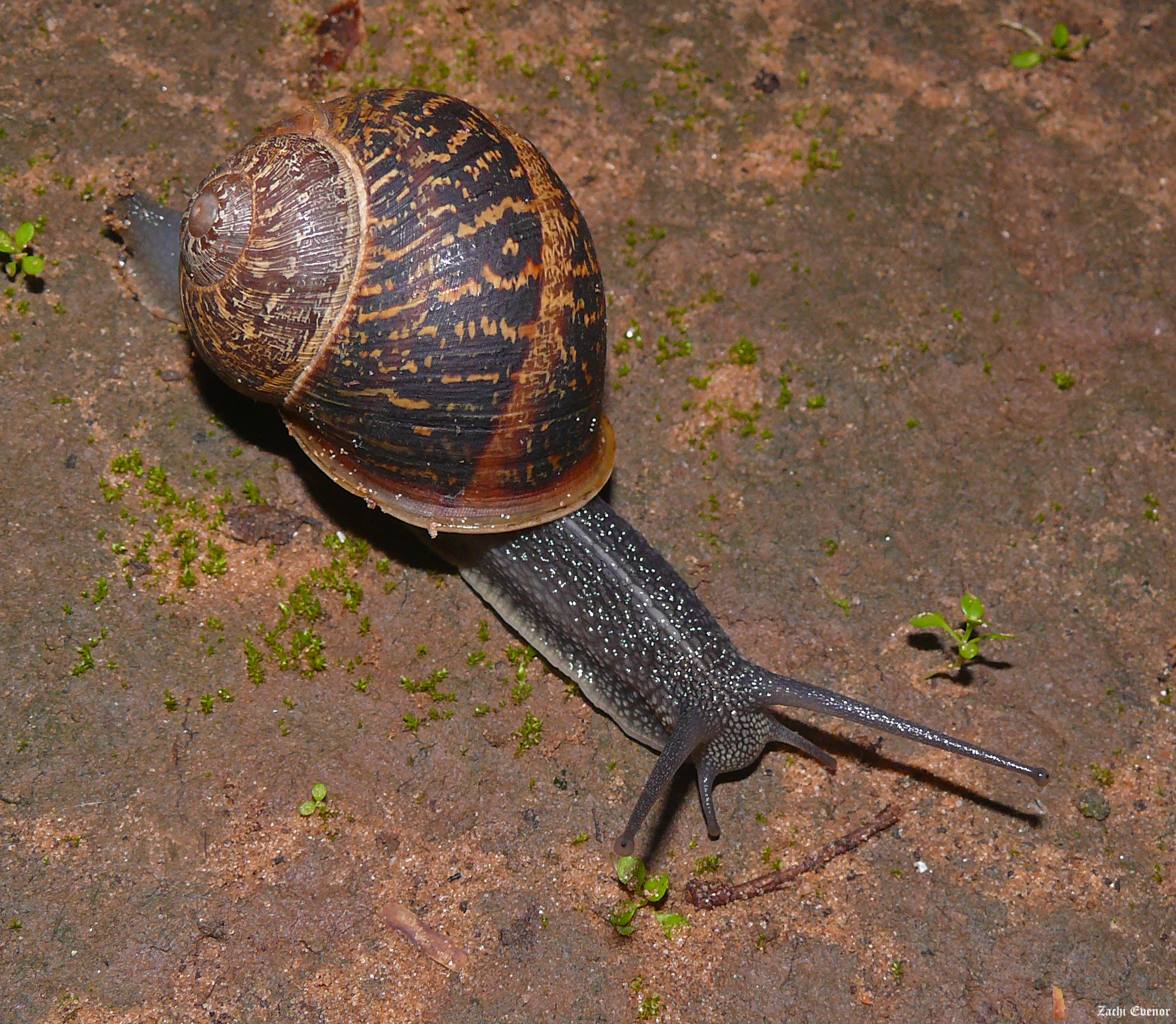
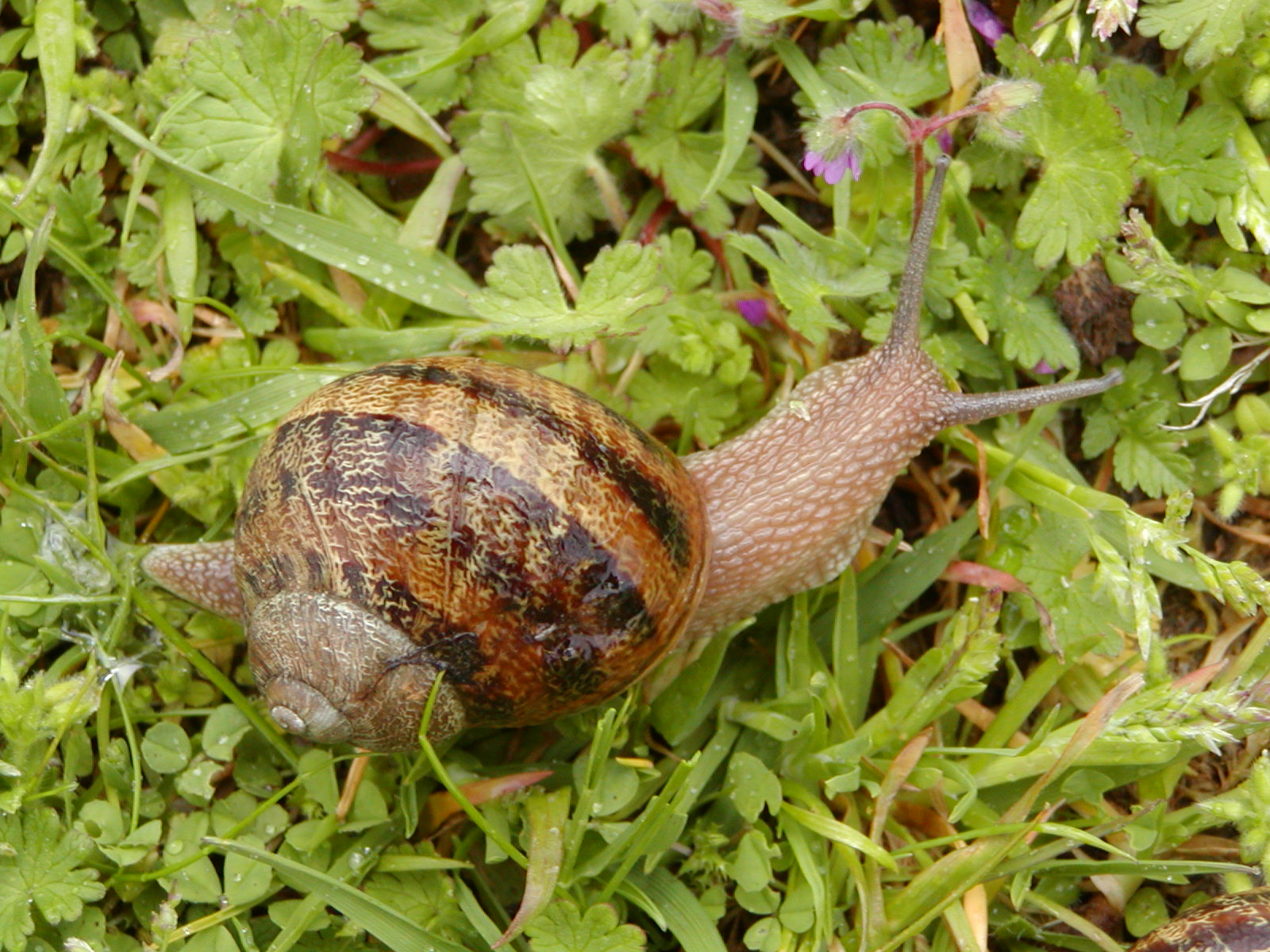
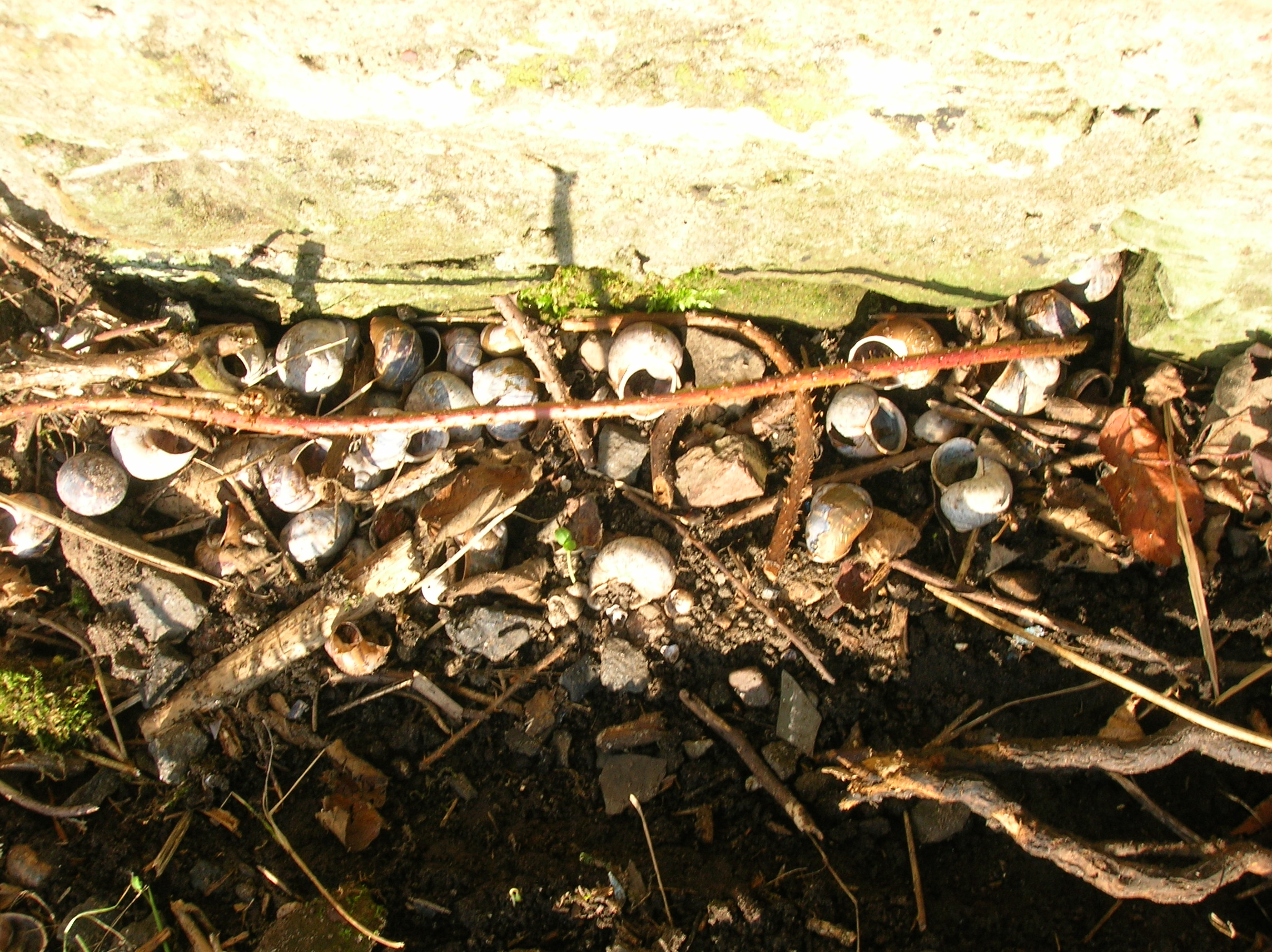
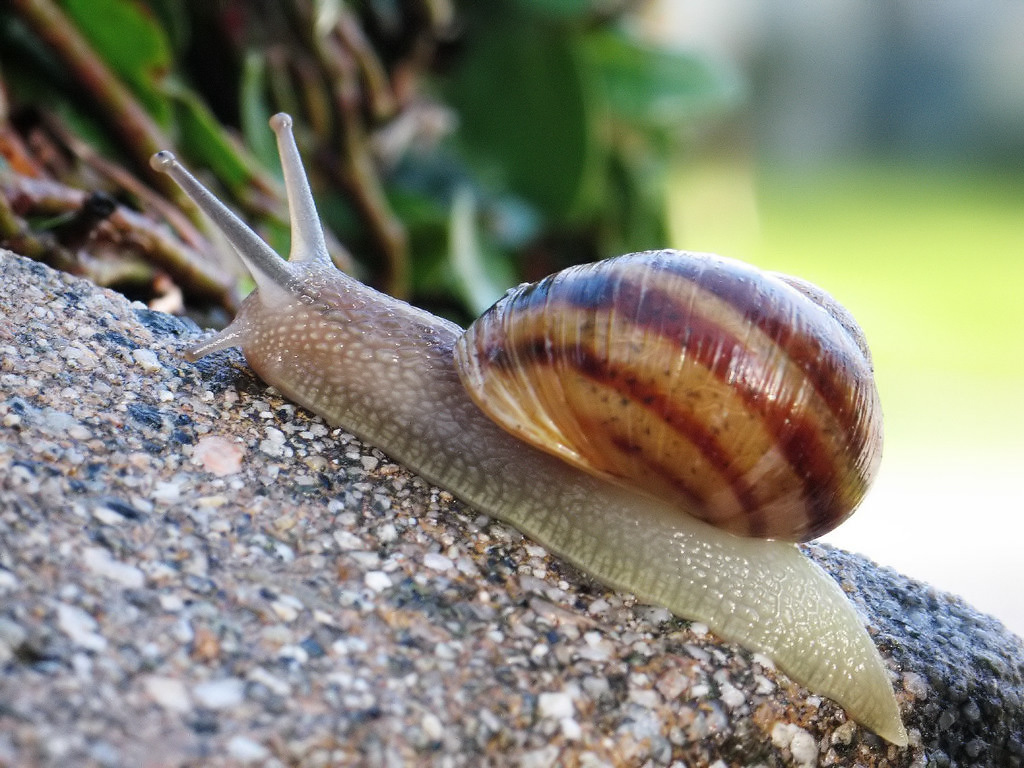
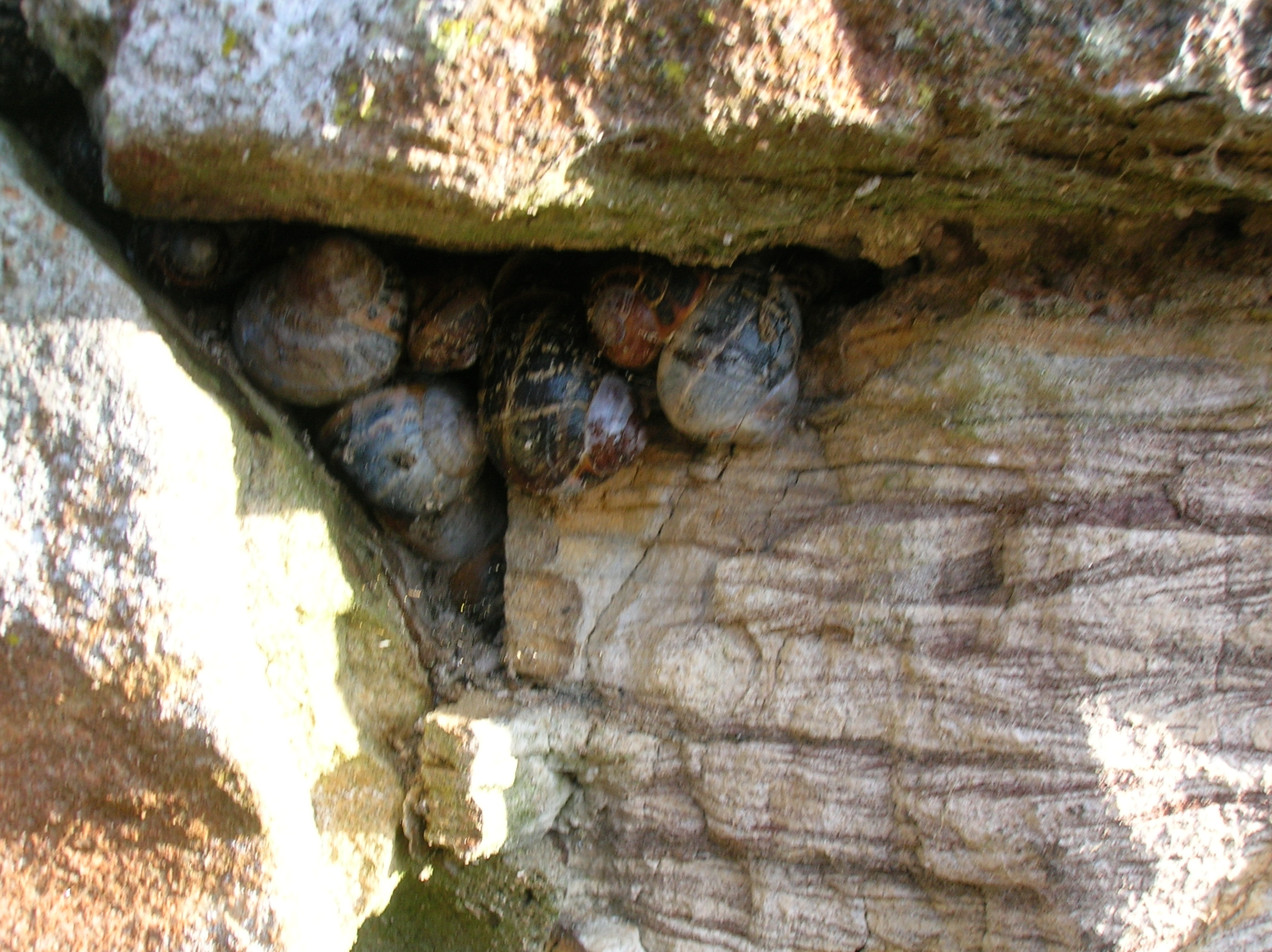
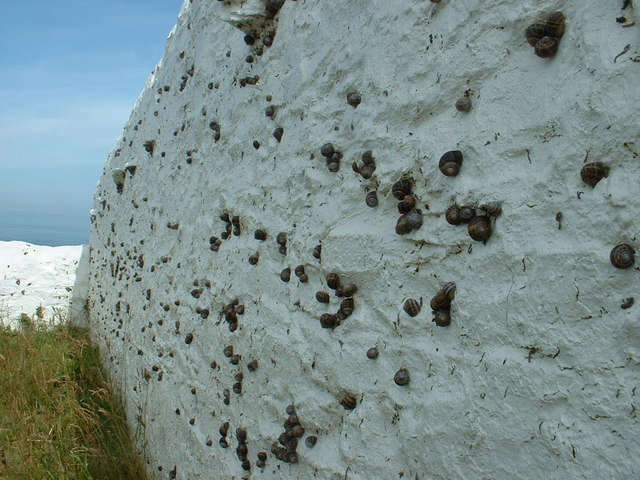